# アーシューラー (ミサイル)
アーシューラー（ペルシア語: عاشورا）は、イランの中距離弾道ミサイル。
2007年11月28日から実戦配備されている。
燃料は固体燃料式。射程は2000km～2500kmであり、イスラエルを射程に収める。
北朝鮮または中華人民共和国の技術が使用されていると見られている。
2007年11月に、イランの国防大臣モスタファ・モハマド＝ナッジャルは射程2000kmの新型ミサイル、アーシューラーミサイルを製造したと発表した。ナッジャル国防大臣は「イラン共和国はいかなる国へも攻撃を行わない。しかし、何者かがイランへ侵攻を企てるのであれば武力によって反撃する。」と述べた。彼は射程が2100kmのシャハブ3との違いに関しては言及しなかった。
彼は同じ週に開催された民兵のバシジの演習において 「射程2000kmのアーシューラーミサイルの建造は国防省の成果の一つである。」と語った。
ジェーン・ディフェンス・ウィークリーによると、アーシューラーはイランのミサイル技術の主要な関門を突破したという。従来のシャハブが液体燃料技術を使用していたのに対して、初めて2段共に固体燃料を使用した準中距離弾道ミサイルである。これにより発射までの時間が大幅に減らされる事により敵が備える時間が短くなり脅威が増す。ジェーンズは並行して開発が進められていたパキスタンのシャーヒーン2とはこれまで知られる北朝鮮やインドや中国のような技術協力者と技術交換をした証拠は無いと記している。
アーシューラーはイランの防衛産業組織の一部であるサナーム産業集団（Sanam Industrial Group, Department 140）傘下のシャヒード・バーゲリー産業集団（Shahid Bagheri Industrial Group, SBIG）によって開発された。